# Garantiloven
Garantiloven blev indført  1871 efter at det nydannede  kongerige Italien havde annekteret Vatikanet.  Den gav paven forskellige rettigheder og sikrede hans ukrænkelighed inden for Vatikanområdet, retten til at holde en livgarde og til at føre sit eget diplomati med diplomatisk immunitet.
Pave Pius 9. og hans efterfølgere nægtede at anerkende den italienske konges ret til at regere pavestaten; De betragtede sig som fanger i Vatikanet, og nægtede at bevæge sig udenfor Vatikanets mure før Det Romerske Spørgsmål, som konflikten blev kaldt, blev løst med Laterantraktaten der blev indgået 11. februar 1929. Den gjorde igen Vatikanet til en selvstændig stat. 